# Klavatjärnen, Ångermanland
Klavatjärnen är en sjö i Örnsköldsviks kommun i Ångermanland och ingår i Nätraåns huvudavrinningsområde.